# Landesarchäologie Bremen
Die Landesarchäologie Bremen ist die für Bodendenkmale zuständige Denkmalfachbehörde des Landes Bremen.

## Aufgaben
Aufgabe der Fachbehörde ist die Pflege der Kulturdenkmäler sowie deren wissenschaftliche Erfassung und Erforschung. Ergebnisse der archäologischen Arbeit in Bremen werden im Focke-Museum ausgestellt. Mit dem Amt des Landesarchäologen verbunden ist die Leitung der Abteilung Frühgeschichte am Focke-Museum sowie der Lehrstuhl für Ur- und Frühgeschichte an der Universität Bremen. Darüber hinaus vertritt der Dienststellenleiter die Herausgeberschaft der „Bremer Archäologische Blätter“.
Siehe auch: Landesamt für Denkmalpflege Bremen, Landesarchäologe

## Landesarchäologen
- 1975–1987: Karl Heinz Brandt (1922–2014)
- 1987–1990: nicht besetzt
- 1990–2007: Manfred Rech (* 1942)
- 2007–2008: Dieter Bischop (* 1966) (kommissarisch)
- seit 2008: Uta Halle (* 1956)